# Моретти, Марио
Марио Моретти (итал. Mario Moretti, род. 16 января 1946 года, Порто-Сан-Джорджо) — итальянский леворадикальный террорист, один из руководителей Красных бригад, организатор множества террористических актов в Италии, в том числе — похищения и убийства бывшего премьер-министра Италии и руководителя Христианско-демократической партии Альдо Моро.
В настоящее время живёт в Милане.

## Биография

### Ранняя жизнь
Марио Моретти родился 16 января 1946 года в коммуне Порто-Сан-Джорджо. По словам самого Моретти, его родители принадлежали к рабочему классу, а отец на выборах всегда голосовал за коммунистов. Но парламентская комиссия, занимавшаяся расследованием обстоятельств похищения Альдо Моро установила, что отец Марио на самом деле не являлся рабочим, а занимался перепродажей крупного рогатого скота. Мать же Моретти, по данным парламентской комиссии, работала в школе учительницей музыки. Также комиссией было установлено, что в семье Моретти были сильны консервативные и католические традиции.
Моретти, благодаря протекции итальянской аристократки Анны Касати Стампа, во дворце которой одно время работал грузчиком, поступил в Технологический колледж в городе Фермо, где получил профессию техника по телекоммуникациям. Своим соученикам по колледжу Моретти запомнился как спокойный и застенчивый молодой человек, почти не интересовавшийся политикой.
В 1966 году Марио переехал в Милан и устроился на работу в итальянский филиал компании Siemens. Так же он решил продолжить своё образование и поступил на факультет экономики и торговли Католического университета Милана. В университете Моретти учился без особых успехов. Но в 1968 году познакомился с группой леворадикальных студентов, среди которых были будущие боевики Красных бригад Джорджио Семериа, Коррадо Алунни и Паоло Безуцио, и начал участвовать в митингах и акциях протеста.
В 1969 году Моретти, уже считавший себя коммунистом, познакомился с будущим основателем Красных бригад Ренато Курчо и с его женой Маргеритой Каголь. Из-за разногласий с Курчо, которого Моретти критиковал за склонность к насильственным действиям, Марио не принимал участие в основании Красных бригад и первые акции новой леворадикальной организации прошли без его участия.

### Красные бригады
Весной 1971 года Моретти после разговора с Курчо и Франческини был принят в члены Красных бригад. В июне того же года он вместе с Курчо участвовал в первом своём ограблении в Перудже. В последующие годы Моретти принимал участие в похищениях инженера компании Siemens Идальго Маккьярини и судьи Марио Сосси, а также в освобождении Курчо из тюрьмы.
После гибели Маргериты Каголь и вторичного ареста Курчо Моретти возглавил Красные бригады. Моретти сделал ставку на резкую активизацию террора против государственных институтов. В период командования Моретти Красными бригадами было совершено наибольшее число терактов. При нём же боевики Красных бригад начали совершать нападения на журналистов, обвинённых в «контрреволюционности».
В 1977 году Моретти организовал похищение судовладельца Петры Косты с целью выкупа. Полученный выкуп в сумме полтора миллиардов лир позволил поддерживать на необходимом уровне финансовое положение организации в течение следующих нескольких лет.
Также Моретти занимался налаживанием международных связей Красных бригад. Ему удалось установить контакты с RAF, ИРА, ЭТА и ООП. С палестинцами было достигнуто соглашение о доставке оружия и о организации обучения боевиков Красных бригад в Ливане. Однако последний пункт так и не был реализован.
16 марта 1978 года Моретти организовал похищение бывшего премьер-министра Италии Альдо Моро. Целью похищения было вынудить итальянское правительство пойти на переговоры с Красными бригадами. Этим террористы хотели продемонстрировать «бессилие буржуазного государства». Однако правительство не пошло на переговоры, и после долгих споров среди самих бригадистов было принято решение казнить узника. По словам Моретти, он лично застрелил Моро. Согласно установленным на состоявшемся в 1982 году суде фактам, экс-премьера расстрелял другой главарь террористов — Просперо Галлинари (1951—2013).
Впоследствии Моретти организовал убийство генерала Энрико Кальвалиджи и похищение судьи Джованни Д’Урсо. В случае с Д’Урсо власти пошли на переговоры с террористами и выполнили их требования, освободив из тюрьмы смертельно больного руководителя леворадикальной организации «Революционное действие» Джанфранко Фаина и закрыв специальную секцию «Fornelli» тюрьмы «Asinara», где полицейские издевались над арестованными членами Красных бригад.

### Арест и заключение
4 апреля 1981 года Марио Моретти был вместе с четырьмя соратниками арестован полицией на миланском вокзале. Арест стал возможен благодаря полицейскому информатору Ренато Лонго, который предоставил полиции данные о местонахождении Моретти.
Моретти отказался сотрудничать со следствием и был приговорён к шести пожизненным заключениям.
В тюрьме на него было совершено покушение — один из заключенных ударил Моретти ножом в живот. Публиковалась версия, что нападение было организовано полицейскими, которые хотели отомстить Моретти за своих погибших коллег.
В 1988 году Марио Моретти вместе с Ренато Курчо и Альберто Франческини выступил с телеобращением, где призвал оставшихся на свободе бойцов Красных бригад прекратить вооруженную борьбу ввиду её бесперспективности.

### Досрочное освобождение
В 1998 году Моретти получил условно-досрочное освобождение.
Живет в Милане, где работает в компьютерной лаборатории.

## Личная жизнь
29 сентября 1969 года женился на воспитательнице детского сада Амелии Кокчетти. В браке родился сын Массимо Марчелло. Впоследствии супруги развелись.
В середине 1990-х Моретти женился вторым браком на журналистке, которая в 1996 году родила ему дочь Катерину.
19 января 2013 года в итальянской печати упоминалось, что на похоронах Галлинари, где собрались ветераны «Красных бригад», Марио Моретти не смог присутствовать по состоянию здоровья.